# Bataille d'Ayta ash-Shab
 (décembre 2016).
Si vous disposez d'ouvrages ou d'articles de référence ou si vous connaissez des sites web de qualité traitant du thème abordé ici, merci de compléter l'article en donnant les références utiles à sa vérifiabilité et en les liant à la section « Notes et références ».
Conflit israélo-libanais de 2006
Batailles
- Bataille de Maroun al-Ras
- Bataille de Bint Jbeil
- Bataille d'Ayta ash-Shab
- Raid de Tyr
- Bataille de Marjayoun

La bataille d'Ayta ash-Shab a lieu dans durant le conflit israélo-libanais de 2006 ; elle est nommée d'après le village du sud du Liban qui en est le théâtre.

## Contexte
Le 12 juillet 2006, un accrochage entre combattants du Hezbollah et soldats de l'armée israélienne connu sous le nom de incident Zar'it-Shtula (en) a eu lieu sur la frontière entre Israël et le Liban côté israélien dans une zone proche du village d'Ayta ash-Shab. La bataille provoque la mort de huit soldats israéliens et deux autres sont capturés. Cela provoque le début du conflit israélo-libanais de 2006. Les corps des deux soldats enlevés sont rendus le 16 juillet 2008 contre 4 prisonniers du Hezbollah dont Samir Kuntar et 199 corps de combattants palestiniens et libanais.

## Les combats
Peu après la capture des deux soldats israéliens, les forces de défense israéliennes (FDI) traversent la frontière libanaise en direction d'Ayta ash-Shab. Un char Merkava est alors détruit par une mine et ses 4 membres d'équipage tués. Un cinquième soldat des FDI est abattu et 2 autres blessés en tentant de récupérer les corps de l'équipage. 
Après des tentatives avortées de prendre le village, les autorités israéliennes décident fin juillet de créer une « zone de sécurité » de 6 à 8 kilomètres de profondeur le long de la frontière. Le 31 juillet 2006, après avoir encerclé Ayta ash-Shab, des troupes israéliennes s'avancent vers le village et de forts combats éclatent. Au 1er août 2006, Tsahal confirme que 3 de ses hommes ont été tués et 25 blessés par des tirs d'armes légères et de missile antichar et déclare avoir tué 6 membres du Hezbollah. 
Le mercredi 2 août, les hommes de la 35e brigade, une unité de parachutistes israélienne, continuent de livrer un combat urbain au Hezbollah et déclarent avoir tué 7 de ses combattants et blessés 10 autres contre la mort d'un soldat israélien tandis que 2 ont été grièvement blessés, et 12 autres légèrement blessés dans les combats qui ont commencé avant l'aube.
Le 9 août, une unité israélienne de la 551e brigade parachutiste se trouvant à Dibil est prise sous le feu de rockets ennemies tirées depuis Ayta ash-Shab (4 km). Elle se met à couvert dans un garage mais le bâtiment est touché et s'effondre, tuant 9 soldats et en blessant 31. Le même jour, un char Merkava est touché par un missile à Ayta ash-Sha'b qui cause la mort de ses 4 membres d'équipage.
Le 12 août, la bataille d'Ayta ash-Shab devient une partie de l'offensive plus large vers le Litani. Les combats se poursuivent avec, le 13 août, cinq soldats tués dans la ville et 25 autres blessés le 13 août. Israël a déclaré que 50 combattants du Hezbollah ont été tués dans des combats et que ses propres pertes se montent à 13 soldats tués et 50 blessés. Cependant, les combattants du Hezbollah indiquent que seulement 8 combattants ont été tués dans le village.

## Pertes israéliennes
12 juillet 2006
- Sergent-Major (res.) Eyal Benin, 22 ans
- Sergent-Major (res.) Shani Turgeman, 24 ans
- Sergent-Major Wassim Nazal, 26 ans

Tankistes, 82e bataillon de la 7e brigade :
- Staff-Sergent Alexei Kushnirski, 21 ans
- Staff-Sergent Yaniv Bar-on, 20 ans
- Sergent Gadi Mosayev, 20 ans
- Sergent Shlomi Yirmiyahu, 20 ans
- Sergent Nimrod Cohen, 19 ans (en tentant de sauver l'équipage)

1er août 2006
- Lieutenant Ilan Gabai (101e bataillon de parachutistes), 21 ans
- Staff-Sergent Yonatan Einhorn, 22 ans
- Staff-Sergent Michael Levin, 21 ans

2 août 2006
- Sergent Adi Cohen, 18 ans

5 août 2006
- Corporal (res.) Kiril Kashdan, 26 ans[4]

9 août 2006
551e brigade de parachutistes :
- Major (res.) Natan Yahav, 36 ans
- Capitaine (res.) Yoni (Leon) Shmucher, 30 ans
- Sergent-Major (res.) Asher Reuven Novik, 36 ans
- Staff-Sergent Adi Salim, 22 ans
- Sergent-Major (res.) Elad Dan, 25 ans
- Sergent-Major (res.) Gilad Zussman, 26 ans
- Sergent-Major (res.) Idan Kobi, 26 ans
- Sergent-Major (res.) Naor Kalo, 25 ans
- Sergent-Major (res.) Nimrod Segev, 28 ans

847e brigade de réserve :
- Capitaine (res.) Gilad Stukelman, 26 ans
- Sergent-Major (res.) Noam Goldman, 27 ans
- Staff-Sergent (res.) Nir Cohen, 22 ans
- Staff-Sergent (res.) Ben (Binyamin) Sela, 24 ans

13 août 2006
Brigade Carmeli :
- Lieutenant (res.) Eliel Ben-Yehuda, 24 ans
- Sergent-Major (res.) Guy Hasson, 24 ans
- Staff-Sergent (res.) Yaniv Shainbrum, 24 ans
- Staff-Sergent (res.) Elad Shlomo Ram, 31 ans